# Borová (Pardubice)
Borová è un comune della Repubblica Ceca facente parte del distretto di Svitavy, nella regione di Pardubice.